# Guerra preventiva
Una guerra preventiva és una guerra o una acció militar iniciada amb l'objectiu d'impedir que un altre agent bel·ligerant o una part neutral adquireixin capacitat ofensiva militar. Segons l'atacant, la part atacada disposa d'una capacitat latent d'amenaça o ha demostrat la seva intencionalitat d'atacar en un futur, basant-se en les seves accions i declaracions passades. Una guerra preventiva pretén prevenir un canvi en l'equilibri de poder a favor de la part atacada. La guerra preventiva és diferent d'un atac preventiu, que és el primer atac quan un atac és imminent. La majoria d'experts defensen que una guerra preventiva endegada sense l'aprovació de les Nacions Unides és il·legal sota el marc de la llei internacional.

## Crítica
Hi ha un consens sobre el fet que una guerra preventiva "va més enllà del que és acceptable segons la llei internacional" i manca de base legal. L'ONU ha suggerit que no hi ha cap dret per realitzar una guerra preventiva. Si hi ha bons arguments per iniciar una guerra preventiva, aquests s'haurien de presentar al Consell de Seguretat de l'ONU, l'organisme que podria autoritzar tal acció.

## Exemples
Durant la Segona Guerra Mundial, les potències de l'Eix van envair territoris neutrals com a mesura de prevenció. Així va començar la invasió de Polònia el 1939. En 1940, Alemanya va envair Dinamarca i Noruega argumentant que Gran Bretanya els podria haver utilitzat com a punts de llançament per a un atac. A l'estiu de 1941, Alemanya va envair la Unió Soviètica, argumentant que una conspiració judaic-bolxevic amenaçava el III Reich. El mateix 1941, es va dur a terme una invasió anglo-soviètica de l'Iran per assegurar un passadís d'abastament de benzina a la Unió Soviètica. El Shah iranià Rezā Shāh va demanar ajuda al president dels EUA Franklin Roosevelt, però li va ser denegada.
Un altre exemple clàssic de guerra preventiva és l'Atac a Pearl Harbour el desembre de 1941.
La Invasió de l'Iraq de 2003 va ser descrita com a guerra preventiva per l'administració de George W. Bush, argumentant que podia haver-hi armes de destrucció massiva. La invasió russa d'Ucraïna de 2022 també s'ha descrit com una operació de guerra preventiva per l'administració de Vladímir Putin.